# Natura morta con mele e arance
Natura morta con mele e arance (Nature morte aux pommes et aux oranges) è un dipinto a olio su tela (74x93 cm) realizzato nel 1899 dal pittore Paul Cézanne. È conservato nel Museo d'Orsay di Parigi.
I frutti furono usati da Cézanne come soggetto molto spesso, in quanto non importanti, né rappresentativi di nulla in particolare.
Questo quadro viene da molti considerato come dipinto emblematico del Cubismo, in quanto ne anticipa alcuni aspetti, come l'utilizzo di figure geometriche per rappresentare i frutti.

## Descrizione
Questa tela rappresenta una natura morta di mele e di arance in un recipiente per frutta bianco e un piattino bianco posati su un drappo del medesimo colore, a lato di una brocca decorata con dei fiori su fondo bianco. Un tessuto floreale riprende i contrasti primari del blu scuro e dell'arancione. Inoltre, Cézanne gioca sulle linee spezzate delle pieghe e sulla rotondità dei frutti.
Questa tela si ispira alla Natura morta con tenda e brocca a fiori, dipinta qualche mese prima con gli stessi oggetti e oggi conservata al museo dell'Ermitage di San Pietroburgo. In effetti il quadro appartiene a una serie di sei quadri aventi il medesimo soggetto e realizzati nel 1899.